# 富山青年師範学校
富山青年師範学校（とやませいねんしはんがっこう）は、第二次世界大戦中の1944年（昭和19年）に、富山県に設置された青年師範学校である。

## 概要
- 1936年（昭和11年）設置の富山県立青年学校教員養成所を前身とする。
- 第二次世界大戦後の学制改革で、富山師範学校と共に富山大学教育学部（現・人間発達科学部）の母体となった。
- 同窓会は 「富山大学教育学窓会」 と称し、旧制（富山青師・富山師範）・新制（教育学部）合同の会である。

## 沿革
- 1925年3月：富山県立実業補習学校教員養成所を富山県師範に併設。
- 1932年：教員過剰により廃止。
- 1936年3月：富山県立青年学校教員養成所として発足（2年制）。
  - 富山県産業講習所内に設置。
- 1944年4月：官立移管され富山青年師範学校となる（本科3年制）。
- 1946年4月：中新川郡雄山町（現・立山町）に移転。
- 1947年4月：女子部を開設。
- 1949年5月：国立富山大学に包括され、教育学部の母体の一つとなる。
- 1951年3月：富山大学富山青年師範学校（旧制）、廃止。

## 歴代校長
- （兼）福富正吉:不詳 - 1945年1月25日[1] ※本職:富山師範学校長
- （兼）伊東法俊:1945年1月25日[1] - ※本職:富山師範学校長

## 校地の変遷と継承
前身の富山県立青年学校教員養成所は富山県産業講習所（富山市太郎丸）内で発足し、後身の官立富山青年師範学校も同地を使用した。第二次世界大戦後の1946年4月、中新川郡雄山町（現・立山町）の五百石国民学校記念会館に移転。1948年4月、同町前沢に新校舎が完成し移転した。同校地は新制富山大学教育学部に引き継がれ、分教場として1951年8月まで使用された。その後、校地は富山県立雄山高等学校に引き継がれて現在に至っている。